# 이시바시 시즈카
이시바시 시즈카(일본어: 石橋 静河, 1994년 7월 8일 ~ )는 일본의 배우이다.

## 출연 작품
- 도쿄의 밤하늘은 항상 가장 짙은 블루 - 미카 역
- 밀사와 파수꾼
- 너의 새는 노래할 수 있어 - 사치코 역
- 21세기 소녀
- 더 니카이도스 폴
- 이치고노우타
- 테즈카스 바바라